# Naomi Shemer

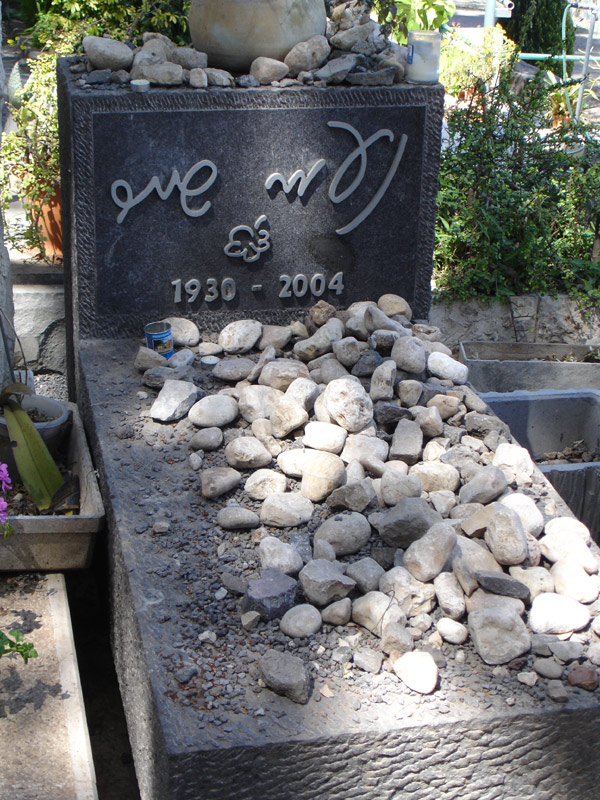
La tumba de Naomi Shemer, la mayor voz femenina de la canción israeli

Naomi Shemer (hebreo:נעמי שמר; Mandato británico de Palestina, Kvutzat Kinneret, 13 de julio de 1930 - Tel Aviv, Israel, 26 de junio de 2004) fue una poetisa y cantante israelí, conocida en todo el mundo por su canción Yerushalayim shel Zahav (ירושלים של זהב), de 1967.

## Biografía
Shemer era sabra, nació en uno de los kibutz más antiguos de Israel, cerca del Lago Kinneret, donde pasó su niñez y juventud. Desde niña estudió piano, incentivada por sus padres. La artista empezó su trabajo musical en una banda de las Fuerzas de Defensa de Israel, cuando servía en ella. Al licenciarse de su servicio militar, fue alumna en la Academia Rubín, hoy la Academia de Música y Danza de Jerusalén (האקדמיה למוסיקה ולמחול בירושלים), que está en la Universidad Hebrea. Ella se casó con el actor Gideon Shemer, y desde entonces se conocía por este apellido. Con él tuvo una hija, Lali, pero ellos se divorciaron. Naomi se casó en segundas nupcias con Mordechai Horowitz, y con él tuvo su hijo Ariel. En 1983 recibió el Premio del estado de Israel, en reconocimiento a la importancia de su arte para el pueblo de la nación. Las numerosas melodías de Shemer son reverenciadas hasta hoy por la gente de su país, algunas de ellas son adaptaciones de poemas escritos por ella u otros artistas.
Además de Jerusalén de Oro, otras de sus canciones conocidas son Lu Yehi (לו יהי), que hizo en 1973, inspirada por Let It Be, de Los Beatles, y Hurshat ha Eucalyptus (חורשת האקליפטוס), de 1963, un clásico del repertorio israelí, ya interpretada por muchos cantantes famosos, como Ishtar (israelí), Lara Fabian (canadiense), El dúo "Ester & Ariel" ( Chile) y Preslava Peicheva (búlgara). Hurshat ha Eucalyptus (En el Bosque de Eucaliptos) es un homenaje a Kvutzat Kinneret, su lugar de nacimiento. 
Falleció después de una larga lucha contra el cáncer en Tel Aviv, a la edad de 74 años. 
- Datos: Q238719
- Multimedia: Naomi Shemer / Q238719